# 𠼪讹
𠼪讹（？—1143年），西夏蕃部领袖。

## 生平
大庆四年（1143年），西夏境内地震、地裂，饥荒迭起，𠼪讹于是率领定州（今宁夏平罗县）的篪浪、富儿等族和威州（今宁夏中卫县东）的大斌族、静州（今宁夏灵武县北）的埋庆族分头起事，他们多者万人，少者五六千人，进攻附近州城。夏仁宗派西平都统军任得敬领兵镇压，起事军逐渐被瓦解。𠼪讹率竾浪、富儿二族顽强抵抗，恃险拒守，任得敬率兵夜袭，𠼪讹被擒杀。